# Universitatea „Perspectiva”
Universitatea „Perspectiva – Int” este o instituție privată de învățământ superior din Chișinău (Republica Moldova). Fondată în anul 1995 ca Institutul Relații Internaționale „Perspectiva”, în anul 2005 a fost reînregistrată sub denumirea actuală. Universitatea participă la procesul Bologna ca parte componentă a sistemului de învățămînt superior al RM.

## Legături externe
- Site web